# Диас, Октавио Хуан
Октавио Хуан Диас (исп. Octavio Juan Díaz; род. 7 октября 1900 — умер 11 ноября 1973 года) — аргентинский футболист, вратарь. Серебряный призёр Олимпийских Игр 1928 и чемпион Южной Америки 1927 в составе сборной Аргентины.

## Биография
На клубном уровне выступал в составе аргентинских команд «Росарио Сентраль», «Боку Хуниорс» и «Атланта». В 1925 году принял участие в европейском турне «Боки» по Европе.
В 1927 году стал победителем чемпионата Южной Америки, который проходил в Перу. Октавио Диас сыграл в первых двух матчах своей команды на турнире против сборных Боливии (7:1) и Уругвая (3:2).
На Олимпиаде 1928 года в Амстердаме завоевал серебро. Диас был дублером Анхеля Боссио и сыграл лишь в одном матче турнира в против сборной Египта в полуфинале, который завершился победой аргентинцев 6:0.

## Титулы
- Обладатель Кубка Никасио Вилы (3): 1923, 1927, 1928